# إرفينغ ديفيس
إرفينغ ديفيس (بالإنجليزية: Irving Davis)‏ (12 ديسمبر 1896 في المملكة المتحدة - 27 يونيو 1958) هو لاعب كرة قدم أمريكي في مركز الدفاع، شارك في الألعاب الأولمبية الصيفية 1924. وشارك مع منتخب الولايات المتحدة لكرة القدم. أما مع النوادي، فقد لعب مع Philadelphia Field Club ‏.

## وصلات خارجية
- إرفينغ ديفيس على موقع قاعدة بيانات كرة القدم.إي يو (الإنجليزية)
- إرفينغ ديفيس على موقع أوليمبيديا (الإنجليزية)